# Van Limburg Stirumstraat (Utrecht)
De Van Limburg Stirumstraat is een straat van de Nederlandse stad Utrecht in de buurt Oudwijk.
De straat werd vernoemd naar Leopold van Limburg Stirum (1758-1840), kapitein van het Staatse leger. Hij nam in 1813 met Van Hogendorp en Van der Duyn van Maasdam het voorlopig bewind op zich en bereidde de komst voor van Willem Frederik van Oranje-Nassau.
De straat ligt aan het einde van de Burgemeester Reigerstraat waar zich een rotonde bevindt met aan de andere zijde van de rotonde de Nicolaasweg. Voor de aanleg van de wijk was de straat een deel van de Nicolaasweg.
De Van Limburg Stirumstraat ligt aan het Wilhelminapark.
De Van Limburg Stirumstraat wordt gekenmerkt door enorme monumentale herenhuizen. Hij ligt tussen de Oudwijkerveldstraat (welke overgaat in Oudwijk) en aan de andere kant de rotonde in met als enige drie zijstraten de Prinsenstraat, Van Hogendorpstraat en de Van der Duijnstraat. plus het ernaast gelegen Van Limburg Stirumplein.

## Fotogalerij

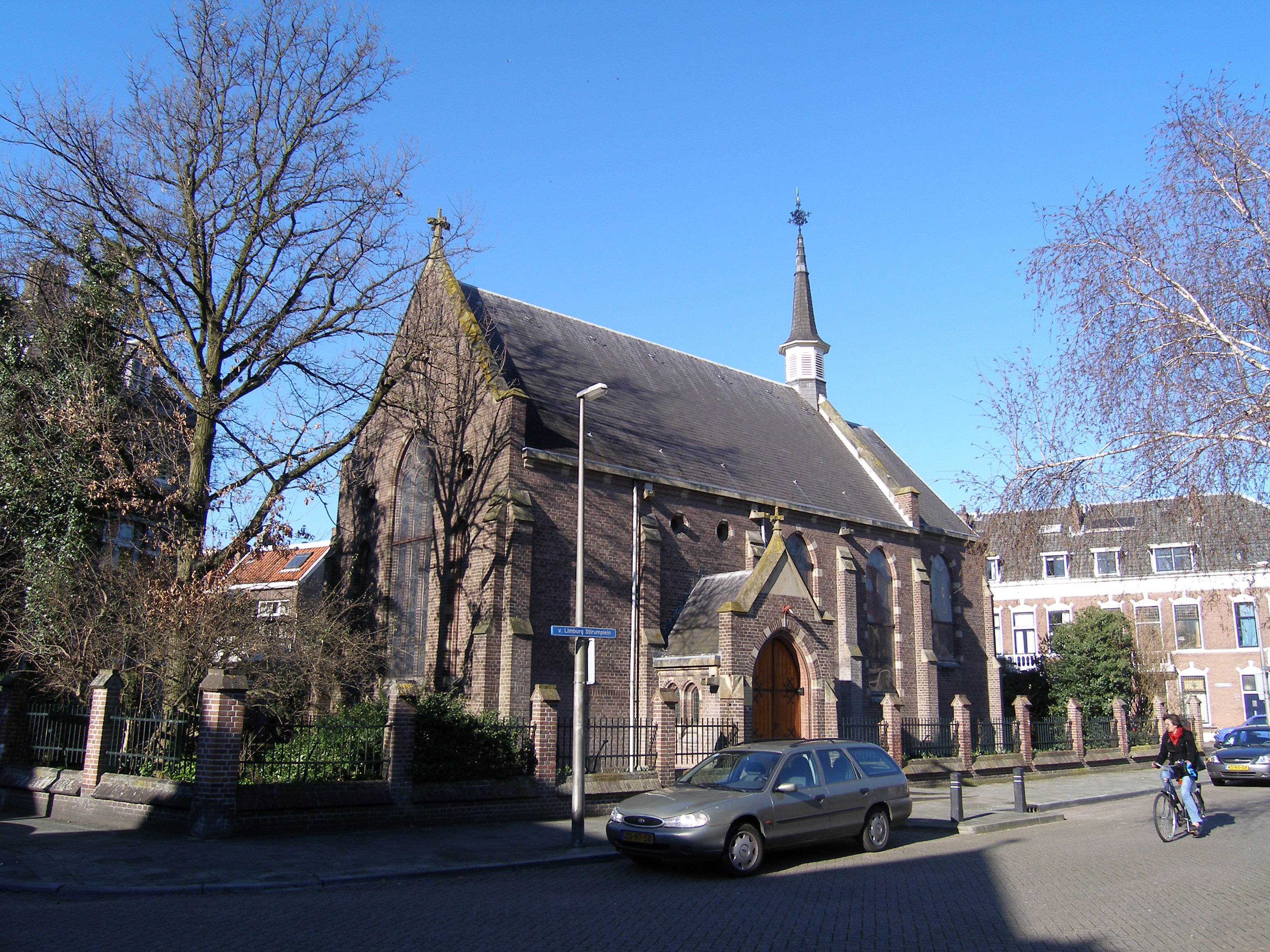
De Holy Trinity Church aan het Van Limburg Stirumplein.
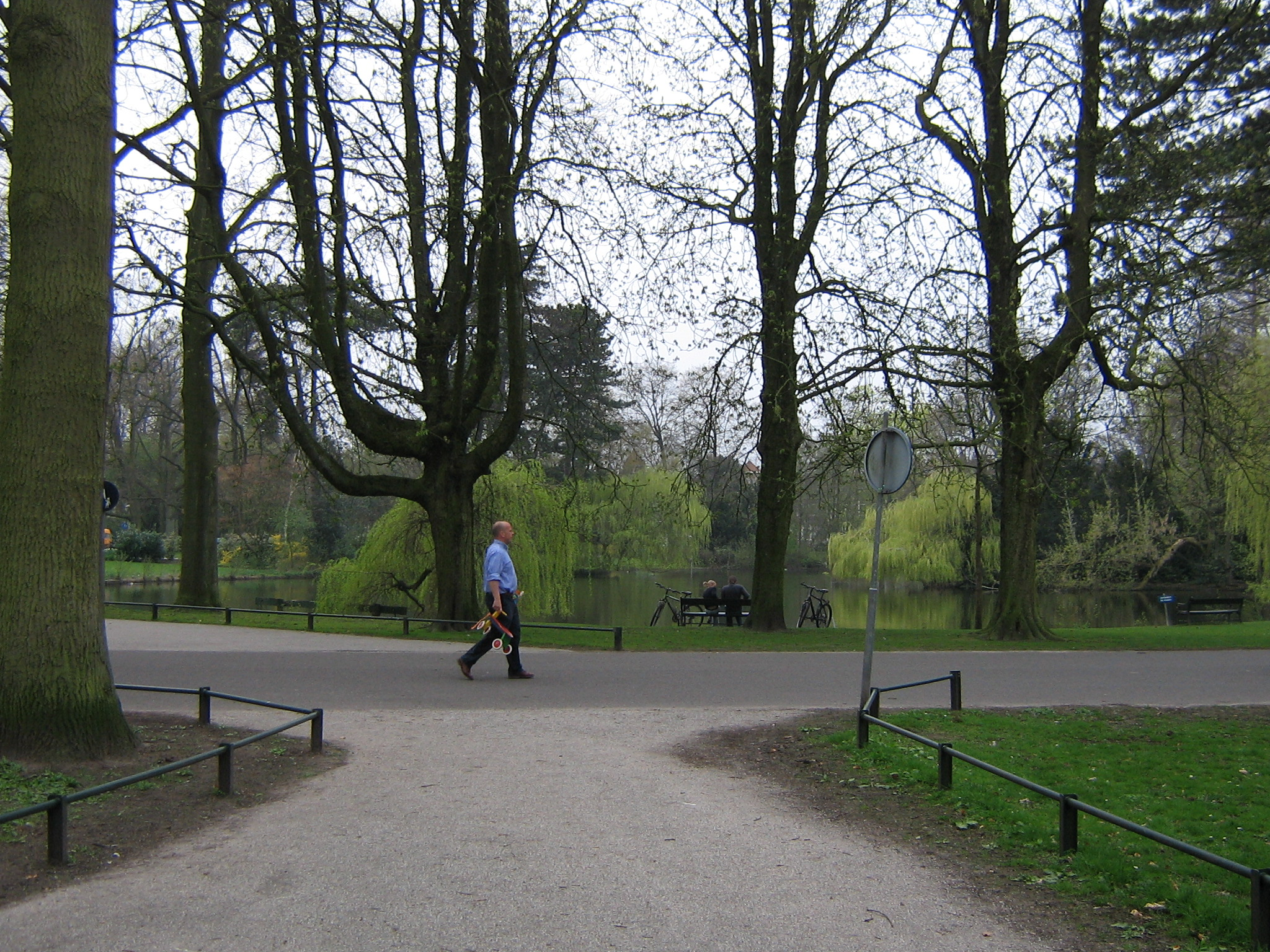
Wilhelminapark te Utrecht
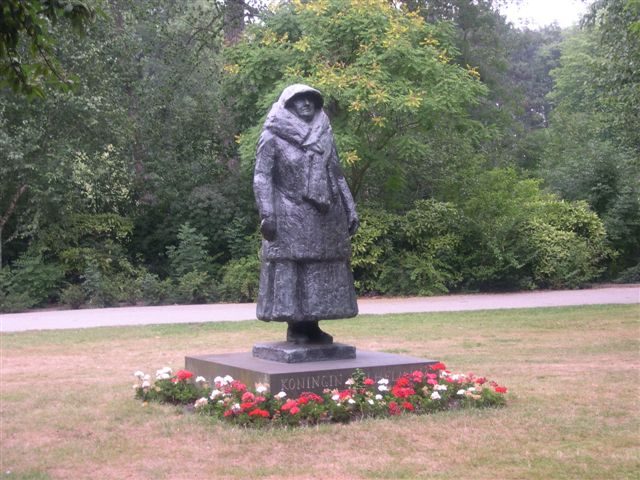
Standbeeld van koningin Wilhelmina
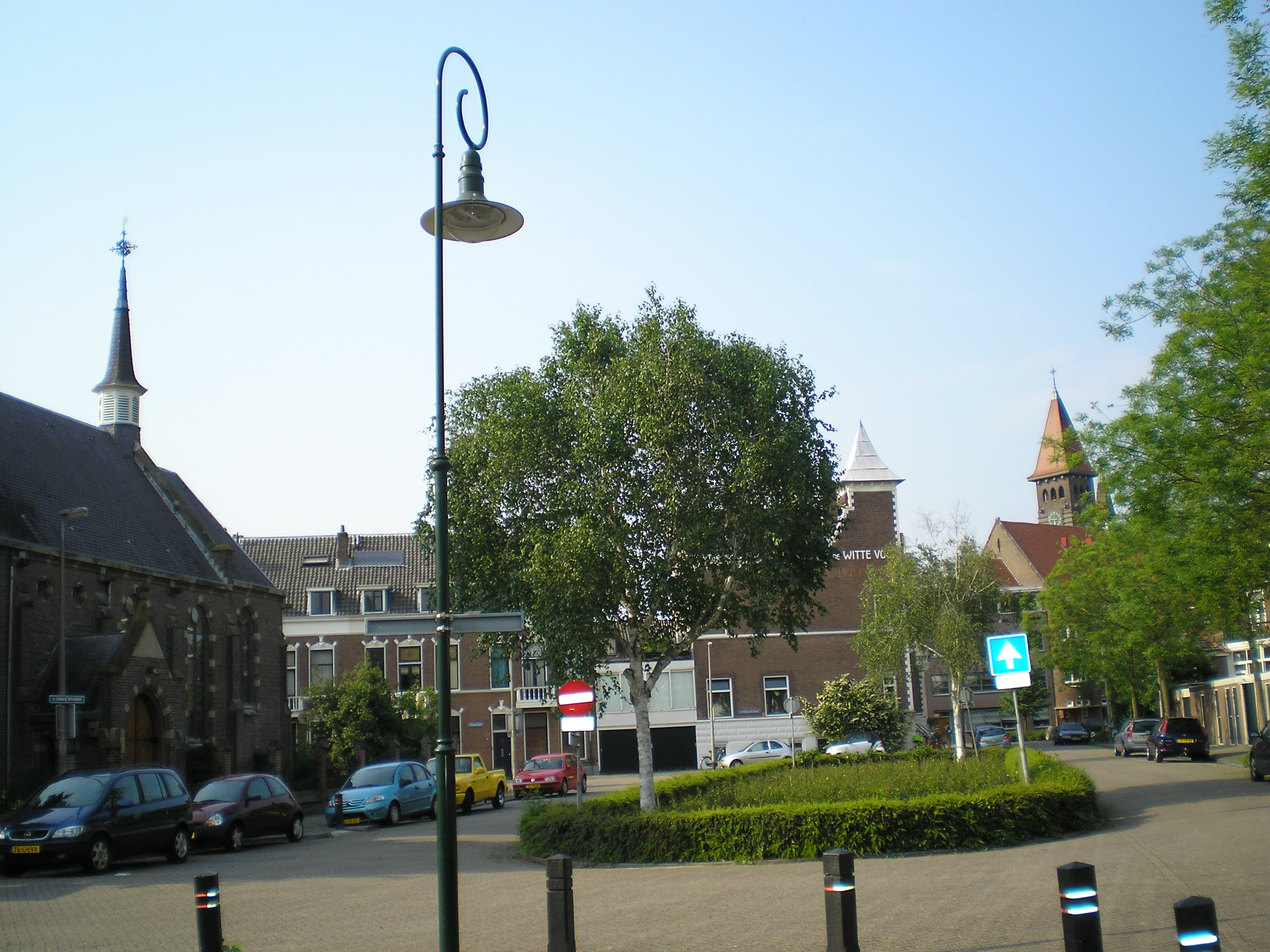
Van Limburg Stirumstraat met links het Van Limburg Stirumplein en op de achtergrond de Heilig Hartkerk
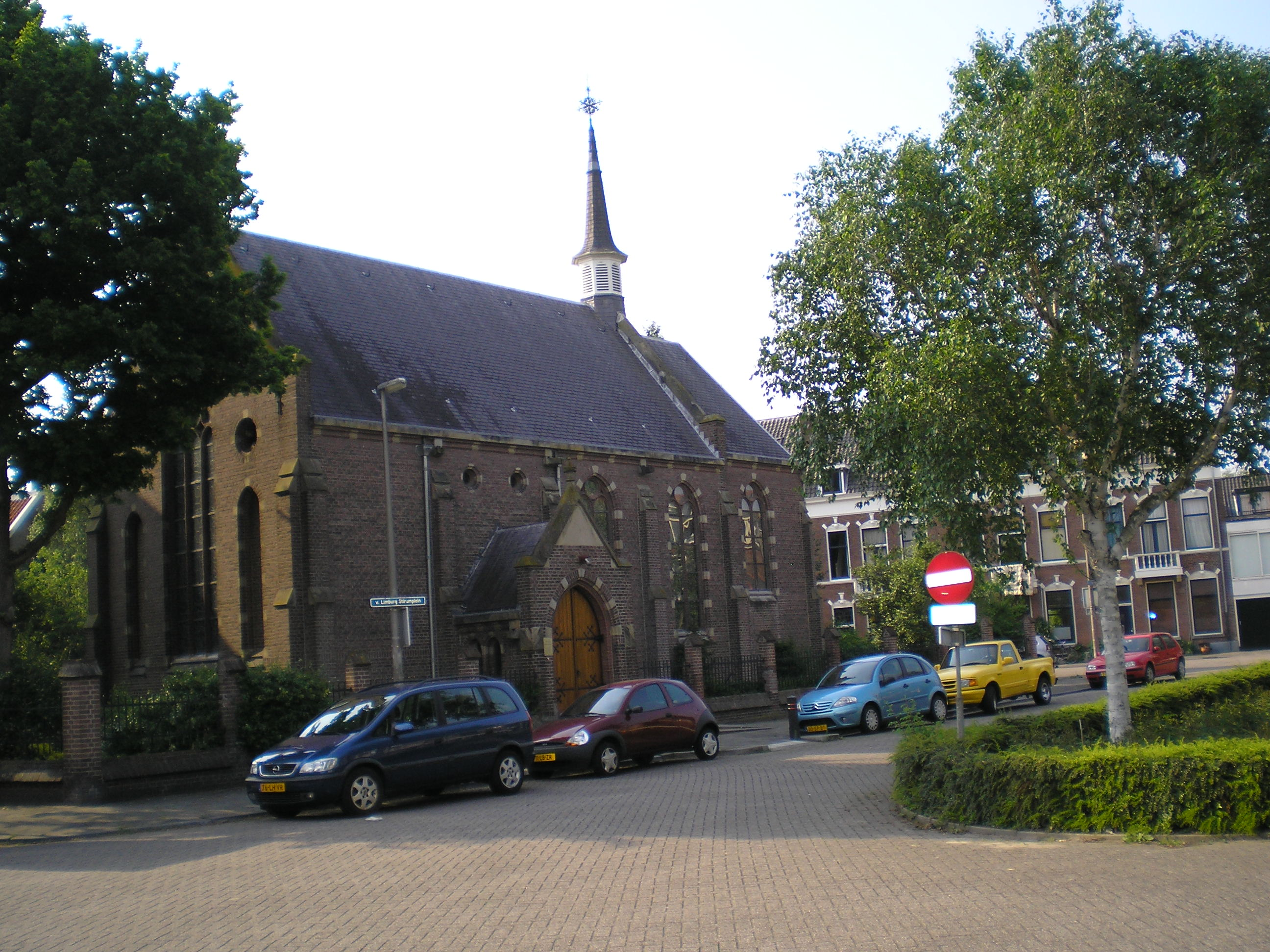
Van Limburg Stirumplein

Burgemeester Reigerstraat ·
Nicolaasweg · 
Oudwijkerdwarsstraat ·
Oudwijkerveldstraat ·
Van Limburg Stirumstraat ·  
Zonstraat